# Znělá uvulární frikativa
Znělá uvulární frikativa je souhláska, která se vyskytuje pouze v některých jazycích. Symbol IPA je ʁ a symbol v X-SAMPA je R. Tato souhláska je jedna z několika kolektivně nazývaných glotálních R, které se vyskytují v evropských jazycích. Obvykle se řadí mezi tzv. rhotické (erové) souhlásky.

## Výslovnost
- Způsob artikulace je frikativní, což znamená, že je vyslovovaná škrcením proudu vzduchu skrz úzký kanál v místě artikulace, způsobující turbulenci.
- Místo artikulace je uvulární, což znamená, že je vyslovovaná se zadní částí jazyka (hřbetem jazyka) proti či blízko patrového čípku.
- Účast hlasu při mluvení je typicky vyjádřená, což znamená, že hlasivky vibrují během artikulace. (Znělá souhláska)
- Souhláska je ústní, což znamená vzduch má povoleno uniknout skrz ústa.
- Souhláska je střední, což znamená, že je produkovaná a dovolující vzdušnému proudu aby šel kolem středu jazyka, spíše než ze stran.
- Vzdušný proud mechanismus je plícní, což znamená, že se tvoří kloubovým tlačením vzduchu ven z plící a skrz hlasovou plochu, spíše než z hlasové štěrbiny či úst.

## Výskyt
V západní Evropě je výslovnost hrdelních souhlásek přemístěna ze severní Francie do některých dialektů a zaznamenána v dánštině, nizozemštině, hebrejštině, němčině, norštině, portugalštině a švédštině. Nicméně ne všude se vyslovuje uvulární frikativa. V dánštině je r hltanově aproximantní až na nejvíce konzervativní řeč.
| Jazyk               | Jazyk                         | Slovo          | IPA        | Znamená                        |
| ------------------- | ----------------------------- | -------------- | ---------- | ------------------------------ |
| abcházština         | abcházština                   | цыҕ            | [tsəʁ]     | kuna                           |
| adygejština         | adygejština                   | гъызын         | [ʁəzən]    | kvílet                         |
| aleutština          | atkanština                    | chamĝul        | [tʃɑmʁul]  | k mytí                         |
| arménština          | arménština                    | ղեկ            | [ʁɛk]      | kormidlo                       |
| avarština           | avarština                     | тIагъур        | [tʼaˈʁur]  | víčko                          |
| cilkotinosština     | cilkotinosština               | [ʁəlkɪʃ]       | [ʁəlkɪʃ]   | kráčí                          |
| dánština            | dánština                      | rød            | [ʁɶð]      | červená                        |
| nizozemština        | jižní                         | rond           | [ʁɔnt]     | 'kolo'                         |
| francouzština       | francouzština                 | rester         | [ʁɛste]    | k pobytu                       |
| němčina             | normální                      | Rübe           | [ˈʁyːbə]   | tuřín                          |
| němčina             |                               | Rübe           | [ˈʁyːbə]   | tuřín                          |
| moderní hebrejština | moderní hebrejština           | ר'''ע          | [ʁa]       | špatný                         |
| inuktitut           | východní inuktitutský dialekt | marruuk        | [mɑʁʁuuk]  | dva                            |
| kabardština         | kabardština                   | гъэ            | [ʁɑ]       | nechat                         |
| kabylština          | kabylština                    | bbeγ           | [bːəʁ]     | potápět se                     |
| kazaština           | kazaština                     | саған          | [sɑˈʁɑn]   | ty                             |
| kyrgyzština         | kyrgyzština                   | жамгыр         | [dʒɑmˈʁɯr] | déšť                           |
| lakotština          | lakotština                    | aǧúyapi        | [aʁʊjapɪ]  | chléb                          |
| limburština         | maastrichtský dialekt         | roond          | [ʁoːnt]    | kolo (část zápasu nebo utkání) |
| norština            | Západní dialekty              | rar            | [ʁɑːʁ]     | podivný                        |
| portugalština       | evropská                      | carro          | [ˈkaʁu]    | auto                           |
| jakutština          | jakutština                    | тоҕус          | [toʁus]    | devět                          |
| švédština           | Jižní dialekty                | rör            | [ʁɶʁ]      | trubky                         |
| tatarština          | tatarština                    | яңгыр, yañğır  | [jɒŋˈʁɯr]  | déšť                           |
| tsez                | tsez                          | агъи           | [ˈʔaʁi]    | pták                           |
| ubychština          | ubychština                    | [ʁa]           | [ʁa]       | jeho, její                     |
| uzbečtina           | uzbečtina                     | ёмғир, yomg´ir | [jɒmˈʁɨr]  | déšť                           |
| jidiš               | jidiš                         | רעגן           | [ˈʁɛɡŋ]    | déšť                           |
| čuangština          | čuangština                    | roek           | [ʁɔ̌k]      | šest                           |